# Agarista niederleinii
Agarista niederleinii là một loài thực vật có hoa trong họ Thạch nam. Loài này được (Sleumer) Judd mô tả khoa học đầu tiên năm 1984.